# عقلانیت ارتباطی
عقلانیت ارتباطی (آلمانی: kommunikative Rationalität) برگرفته از نظریه فیلسوف آلمانی یورگن هابرماس است، که عقلانیت را در پیوند با ارتباطات انسانی توضیح میدهد. طبق نظر هابرماس ارتباط از طریق زبان، مستلزم مطرح کردن صداقت است، که وضع آن را به هنگام اختلاف نظر، فقط از طریق گفتگو می‌توان حل کرد. هابرماس علاوه بر این معتقد است که اهل یک زبان، شرایطی را که چنین گفتگویی در آن نتیجه‌ای واقعاً صحیح به بار می‌آورد، می‌شناسند. عقلانیت ارتباطی بر این نکته دلالت دارد که انسان این توانایی را دارد که در شرایطی نزدیک به این وضعیت آرمانی گفتمان، با هدف دستیابی به وفاق، به احتجاج بپردازد.